# Vittorio Luigi Mondello
Vittorio Luigi Mondello (ur. 21 października 1937 w Mesynie) – włoski duchowny rzymskokatolicki, w latach 1990-2013 arcybiskup Reggio Calabria-Bova.

## Życiorys
Święcenia kapłańskie przyjął 21 czerwca 1960. 10 grudnia 1977 został mianowany biskupem pomocniczym Mesyny ze stolicą tytularną Carcabia. Sakrę biskupią otrzymał 21 stycznia 1978. 30 lipca 1983 objął rządy w diecezji Caltagirone. 28 lipca 1990 został mianowany arcybiskupem Reggio Calabria-Bova. 13 lipca 2013 przeszedł na emeryturę.